# Antoni Różalski
Antoni Wincenty Różalski (ur. 19 października 1952 w Ziębicach) – polski mikrobiolog, profesor nauk biologicznych, profesor zwyczajny Uniwersytetu Łódzkiego i rektor tej uczelni w kadencji 2016–2020.

## Życiorys
Ukończył liceum ogólnokształcące w Pińczowie, a w 1976 studia z zakresu biologii na Wydziale Biologii i Nauk o Ziemi Uniwersytetu Łódzkiego. Na tej samej uczelni w 1984 uzyskał stopień doktora nauk przyrodniczych. Habilitował się w 1991 na Uniwersytecie Mikołaja Kopernika w Toruniu w oparciu o dorobek naukowy oraz rozprawę zatytułowaną Charakterystyka swoistości epitopowej przeciwciał monoklonalnych i surowic poliklonalnych przeciwko lipopolisachrydomutantów Re Salmonellaminnesota E. coli i Proteus mirabilis. 22 października 1996 otrzymał tytuł profesora nauk biologicznych. Specjalizuje się w zagadnieniach z zakresu immunobiologii, immunochemii i mikrobiologii.
Od 1976 zawodowo związany z Uniwersytetem Łódzkim, kiedy to podjął pracę w Zakładzie Mikrobiologii Ogólnej. W 2002 doszedł do stanowiska profesora zwyczajnego. W 1997 został kierownikiem Zakładu Immunobiologii Bakterii w Instytucie Mikrobiologii i Immunologii. W latach 1991–1993 pełnił funkcję prodziekana, w latach 1996–2002 dziekana Wydziału Biologii i Nauk o Ziemi. Od 2002 do 2008 był dziekanem Wydziału Biologii i Ochrony Środowiska. W 2008 objął stanowisko prorektora ds. nauki, a w 2014 równocześnie prorektora ds. studenckich i toku studiów. 17 marca 2016 został wybrany na rektora UŁ na czteroletnią kadencję.
Obejmował również funkcje zastępcy przewodniczącego Komitetu Mikrobiologii Polskiej Akademii Nauk i przewodniczącego rady naukowej Instytutu Biologii Medycznej PAN, a także przewodniczącego wydziału i prezesa Łódzkiego Towarzystwa Naukowego.
Żonaty, ma troje dzieci.

## Odznaczenia
Odznaczony Złotym Krzyżem Zasługi (2000) oraz Medalem Komisji Edukacji Narodowej (2006).